# 硫酸鋇懸浮液
硫酸鋇懸浮液（英語：Barium sulfate suspension），通常被簡稱為鋇餐，是進行X光檢查時使用的顯影劑。具體來說，此懸浮液是在放射攝影或電腦斷層掃描（CT掃描）過程中用來改善消化道（食道、胃、腸）的視覺化用途。它可經由口服或是直腸的途經給藥。
使用此懸浮液後的副作用有便秘、腹瀉、闌尾炎及因吸入而造成的肺炎腫。不建議患有腸胃穿孔或腸梗阻的人使用。過敏反應案例罕見。個體於懷孕期間使用對胎兒屬於安全，然而照射X光可能會對胎兒有害。此浮液通常是由硫酸鋇粉末與水混合製成，是一種非碘化顯影劑。

## 醫療用途
影像診斷技師會在CT掃描或螢光透視檢查之前或是過程中（例如在上消化道鋇劑吞嚥顯影或大腸鋇劑灌腸顯影案例）提供此種懸浮液，以便仔細觀察個體的消化道。在前者程序，個體被指示要經禁食之後再吞嚥硫酸鋇混懸液。禁食的時間會有所不同，取決於設備的要求和要掃描的身體部位，但通常會在掃描前幾個小時前即開始禁食。禁食通常是取消用餐一次，且不飲用任何液體。
個體在CT掃描/螢光透視檢查前90分鐘至兩小時開始吞嚥懸浮液。吞嚥數量採節奏式進行，從掃描前兩小時開始，在容器上標記份量，於此兩個小時內每個小時依指示服用。有一小部分懸浮液是在測試前幾分鐘才服用，以確保消化道內有越多的區域受到懸浮液覆蓋。而鋇劑吞嚥檢查（或稱吞嚥攝影）中的吞嚥時機是在檢查開始後才進行，以判斷個體是否有吞嚥或咀嚼困難的狀況。
個體於掃描完成後，會被鼓勵恢復正常飲食，特別是要多喝水。多喝水有助於防止便秘，促使硫酸鋇隨糞便排出（參閱約翰霍普金斯醫院醫學圖書館中所備的相關教育說明）。

## 副作用
一些對於硫酸鋇懸浮液過敏或是胃部敏感的個體會與影像診斷技師討論使用替代品，但在大多數使用者中常見的副作用是會稍有不快，但並非嚴重的問題。
於網站MedlinePlus上列出的副作用有噁心和腹瀉，可能會在服用後15分鐘內開始，並持續到測試完成後一日。其他少見的副作用有虛弱感、皮膚蒼白、耳鳴、便秘和嘔吐，如果發生，建議立即與醫生或護士聯繫，尋求幫助。

## 懸浮液口感與質地
口服式硫酸鋇懸浮液有時被描述為一種稠度非常濃的牛奶或是非常稀的奶昔飲品。有些個體可能認為這是一種白堊式液狀，帶有輕微藥味的碳酸鈣抗酸劑。 研究人員Roscoe Miller在他發表的關於"加味硫酸鋇懸浮液"的報告中指出每個人的味覺閾值不同，且對藥物的藥物耐受性也不同。如果需要懸浮液快速通過上消化道，可預先將其冷藏後再服用。

## 交互作用
硫酸鋇與其他藥物無顯著的交互作用。但為謹慎，建議個體在服用之前應先行告知醫護人員本身目前正服用的處方藥或非處方藥。

## 作用機轉
硫酸鋇懸浮液為一種稱為"顯影劑"的藥物類別。它可覆蓋在食道、胃或腸道表面，不會被身體吸收，使受損或異常區域在X光檢查或CT掃描中顯得更加清晰。
雖然鋇為重金屬，其水溶性化合物通常具有高度毒性，但硫酸鋇具有的的低溶解性可保護個體，免於吸收有害數量的金屬。硫酸鋇比之前使用的釷造影劑（二氧化釷懸浮液）更易從人體排出。由於鋇的原子序數 (Z = 56) 相對較高，其化合物更能吸收X射線。

## 歷史
硫酸鋇自中世紀以來就已為人所知。到1910年時已普遍在美國作醫療用途。此懸浮液也被列入世界衛生組織基本藥物標準清單。
硫酸鋇懸浮液一直是消化道檢查用的標準顯影劑。製造廠家一直努力設法讓硫酸鋇顆粒的顆粒能夠在溶液中懸浮越久，更均勻。有些產品會加入不同口味讓個體更易入口及吞嚥。

## 外部連結
- . Drug Information Portal. U.S. National Library of Medicine.